# Calyxochaetus patellifer
Calyxochaetus patellifer är en tvåvingeart som beskrevs av Octave Parent 1934. Calyxochaetus patellifer ingår i släktet Calyxochaetus och familjen styltflugor. Inga underarter finns listade i Catalogue of Life.